# Forte de São Gonçalo
O Forte de São Gonçalo localizava-se na margem direita do rio Piratini, próximo à foz deste no sangradouro da Lagoa Mirim, hoje canal São Gonçalo, na região sul do estado brasileiro do Rio Grande do Sul.

## História
Fortificação de campanha erguida em 1755, com a função de depósito dos víveres da comissão demarcadora da Coroa portuguesa, cujos trabalhos foram ameaçados pelas hostilidades dos guaranis— missioneiros no contexto da Guerra Guaranítica (1754-1756) (SOUZA, 1885:132). Este primeiro forte foi abandonado em 1762.
Durante a Revolução Farroupilha (1835-1845), o mesmo local foi ocupado pelos farrapos, para controlar o acesso a Porto Alegre, ocupada de 20 de setembro de 1835 a 15 de julho de 1836 pela Lagoa Mirim e a Lagoa dos Patos.
SOARES (1978) reporta que esta posição sofreu bombardeio pelas forças legalistas representadas pela barca a vapor "Liberal", comandada pelo Segundo-Tenente Joaquim Raimundo de Lamare, as canhoneiras "Oceano" e "São Pedro Duarte", tendo o fogo das baterias farroupilhas afundando esta última (1836).
Acredita-se que esta posição tenha sido retomada pelas forças legalistas sob o comando do Capitão de Mar-e-Guerra John Pascoe Grenfell, quando da reconquista de Porto Alegre em agosto de 1836, tendo sido arrasada na ocasião.